# Demi de mêlée (rugby à XIII)
 (octobre 2023).
Si vous disposez d'ouvrages ou d'articles de référence ou si vous connaissez des sites web de qualité traitant du thème abordé ici, merci de compléter l'article en donnant les références utiles à sa vérifiabilité et en les liant à la section « Notes et références ».
Ne doit pas être confondu avec Demi de mêlée (rugby à XV).
Au rugby à XIII, le demi de mêlée (numéro 7, en anglais scrum-half en Australie plutôt Halfback) est l'un des treize postes habituels d'une équipe. Avec le demi d'ouverture, il est l'un des deux joueurs composant la « charnière », qui relie les avants aux trois-quarts. 
| \| \| 8 Pilier \| \| 9 Talonneur \| \| 10 Pilier \| \| \| \| \| \| 11 Deuxième ligne \| \| 12 Deuxième ligne \| \| \| \| \| \| \| \| 13 Troisième ligne \| \| \| \| \| \| \| \| \| \| \| \| \| \| \| \| \| \| 7 Demi de mêlée \| \| \| \| \| \| \| \| \| \| 6 Demi d'ouverture \| \| \| \| \| \| \| 4 Centre gauche \| \| 3 Centre droit \| \| \| \| \| \| 5 Ailier gauche \| \| \| \| 2 Ailier droit \| \| \| \| \| \| \| 1 Arrière \| \| \| \| \| |                 |                   |                    |                    |                |  |  |
| | 8 Pilier        |                   | 9 Talonneur        |                    | 10 Pilier      |  |  |
| |                 | 11 Deuxième ligne |                    | 12 Deuxième ligne  |                |  |  |
| |                 |                   | 13 Troisième ligne |                    |                |  |  |
| |                 |                   |                    |                    |                |  |  |
| |                 |                   | 7 Demi de mêlée    |                    |                |  |  |
| |                 |                   |                    | 6 Demi d'ouverture |                |  |  |
| |                 | 4 Centre gauche   |                    | 3 Centre droit     |                |  |  |
| | 5 Ailier gauche |                   |                    |                    | 2 Ailier droit |  |  |
| |                 |                   | 1 Arrière          |                    |                |  |  |

## Description du poste

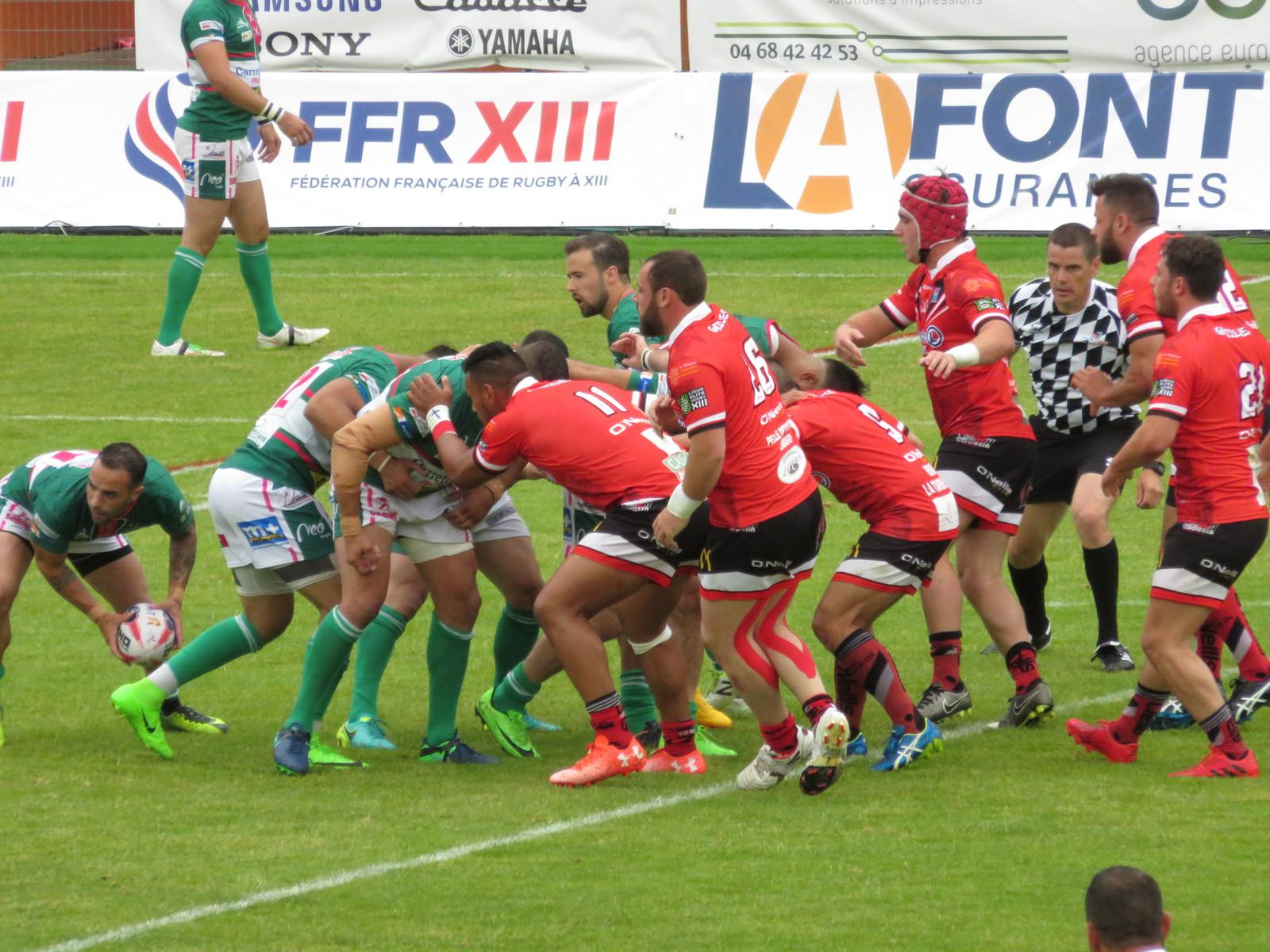
Demi de mêlée (ici le porteur de balle) dans une attitude typique

Généralement le plus petit joueur de l'effectif, ses qualités premières sont l'intelligence tactique, l'agilité, une très bonne passe et la vivacité. Paradoxalement vu son gabarit, il commande sur de nombreuses phases de jeu la stratégie des avants qui sont beaucoup plus imposants que lui car il est face au jeu et a une meilleure vision globale qu'eux. Ce sont le 6  et le 7 qui décident de l'orientation du jeu et qui en sont les dépositaires.
Sur les phases de mêlée, il introduit le ballon dans la mêlée et si, par exemple,  le troisième ligne ne s'en saisit pas, c'est lui qui le fait sortir de la mêlée. De manière générale, il doit alimenter son équipe en ballons et faire le lien entre les différents temps de jeu.. Étant souvent le joueur le plus proche du ballon, c'est généralement lui qui joue rapidement les pénalités pour essayer de mettre l'équipe adverse en défaut soit en franchissant la ligne d'avantage, soit en obligeant un défenseur à intervenir alors qu'il n'était pas replacé et étant donc à nouveau sanctionné. 

## Joueurs emblématiques
Voici une liste non exhaustive  de joueurs ayant marqué leur poste, selon la littérature « treiziste » :
- Danny Brough
- Sean Long
- Johnathan Thurston [2]